# Tékane

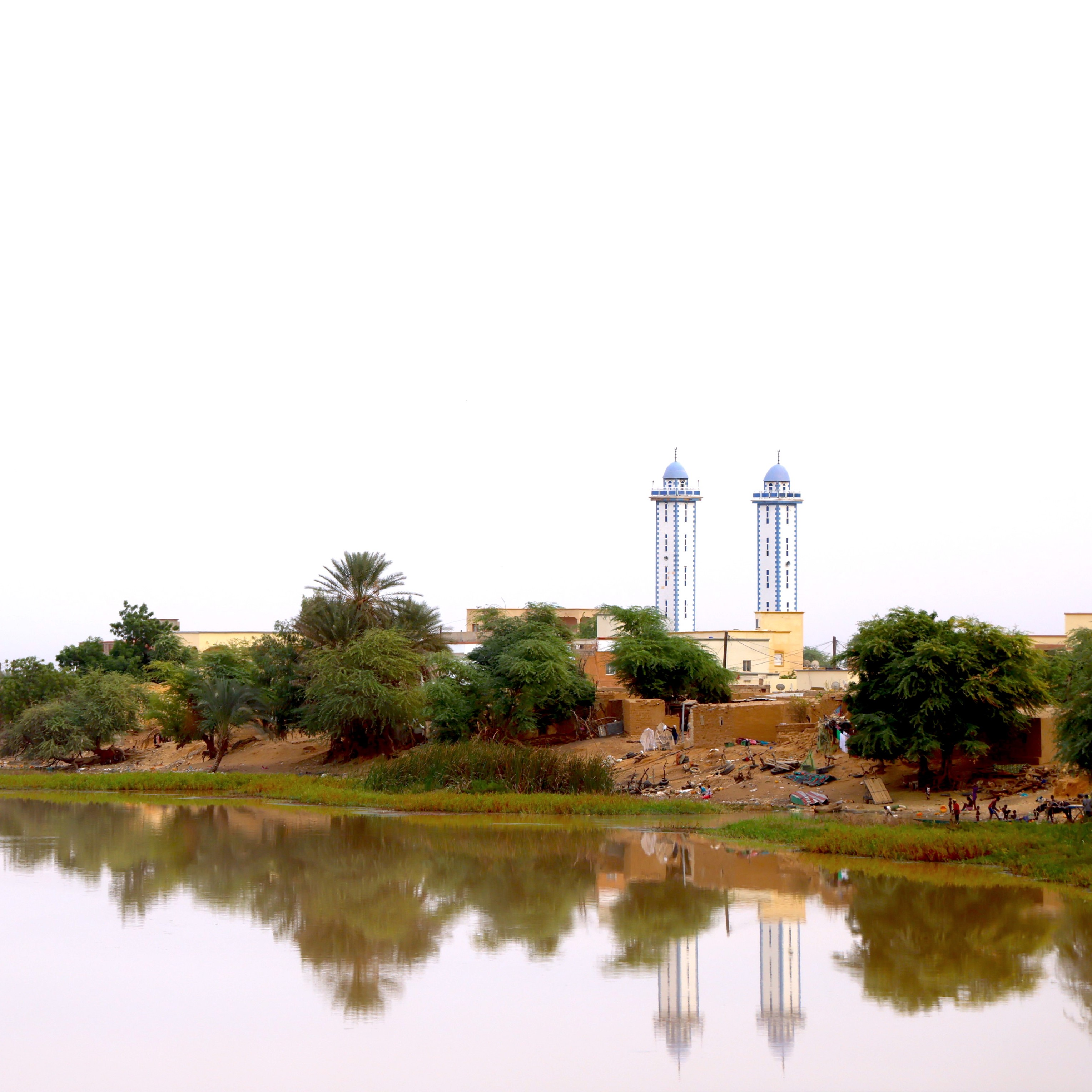
Vedere la Tékane de pe râul Ndiawane

Tékane este o comună din departamentul R'Kiz, Regiunea Trarza, Mauritania, cu o populație de 22.041 locuitori.